# Bertram finder hjem
Bertram finder hjem er en dansk animationsfilm fra 2016 instrueret af Christian Kuntz.

## Handling
Bjørnen Bertram er adopteret af sine menneskeforældre og drømmer om at finde ud af, hvor han kommer fra. Sammen med sit tøjdyr, søpapegøjen Muffin, drager Bertram derfor ud bag de store bjerge for at finde de bjørne, der ligner ham selv.